# Rhinopias frondosa
Rhinopias frondosa  (лат.) — вид морских лучепёрых рыб семейства скорпеновых.
Вид встречается в Индийском океане и на западе Тихого океана от берегов Восточной Африки до Японии и Австралии.
Рыба мелкого размера, длиной до 23 см. Окраска изменчива, от белого до красного цвета, зависит от среды обитания.
Это морской, тропический, демерсальный вид, обитающий на коралловых рифах на глубине до 297 м. Активный хищник, питается мелкой рыбой и ракообразными.